# Pospíšilova (Hradec Králové)
Pospíšilova či Pospíšilova třída je název jedné z hlavních radiálních ulic v Hradci Králové. Existuje od roku 1893.
Třída byla pojmenována podle Ladislava Jana Pospíšila, významné osobnosti dějin města, která se mj. zasloužila o zbourání městských hradeb. Ulice vede z centra města na Slezské Předměstí, když vychází z vnitřního městského okruhu z ulice Československé armády (u pomníku Ladislava Jana Pospíšila) a vede až na křižovatku se Slezskou ulicí, od které dále nese název třída SNP. Před výstavbou sídliště Slezské Předměstí se název Pospíšilova třída používal i pro celý úsek dnešní třídy SNP k nádraží Slezské Předměstí.
Naproti ústí Pospíšilovy třídy do třídy Československé armády, na okraji Žižkových sadů, byl umístěn pomník L. J. Pospíšila, a to na místě, kde začalo symbolicky bourání hradeb pevnosti.
Podél části Pospíšilovy třídy vznikl v roce 1909 park, dnes nazývaný Kubištovy sady.

## Název
Ačkoliv název ulice se udržel po celou dobu od roku 1893 stejný, po nějakou dobu byla třída delší, neboť se stejným názvem pokračovala i po trase dnešní třídy SNP. Konkrétně šlo o období mezi lety 1940–1946 a 1949–1959.

## Charakteristika
Zpravodaj Puls charakterizuje Pospíšilovu třídu a její vznik takto:
Pospíšilova třída – první moderní městská třída, v níž podle návrhů architektů byly soustředěny školy, zdravotní a jiné veřejné budovy a obytné domy, směřovala ze starého města přes předměstí zv. Slezské k nádraží na Slezské Předměstí, zřízeném v letech 1915–1916. Jakoby symbolicky ji otevírají školy. Město po zboření pevnosti zůstávalo stále městem školským a úřednickým. V tom záležel též význam města, aby úředníci, profesoři, učitelé a žáci přispívali značným přílivem peněz do města a tak urychlovali jeho hospodářský rozvoj.

## Významné budovy
Na Pospíšilově třídě se nachází řada reprezentativních, zejména školských budov.
| Budova                            | Č.p. | Původní účel                                           | Současný účel            | Doba výstavby | Architekt                               | Stavební styl               | Památková ochrana             |
| --------------------------------- | ---- | ------------------------------------------------------ | ------------------------ | ------------- | --------------------------------------- | --------------------------- | ----------------------------- |
| Bývalá synagoga                   | 395  | synagoga                                               |                          | 1904–1905     | Václav Weinzettel                       | secese s maurskou inspirací | kulturní památka, součást MPZ |
| Budova Gymnázia Boženy Němcové    | 324  | obecné a měšťanské školy                               | gymnázium Boženy Němcové | 1896–1899     | Tomáš Suhrada, spolupráce Václav Bahník | novorenesance               | součást MPZ                   |
| Rudolfinum                        | 365  | ústav hluchoněmých                                     | obchodní akademie        | 1901–1902     | Arnošt Jenšovský                        | novobaroko                  | kulturní památka, součást MPZ |
| Bývalý klášter de Notre Dame      | 351  | klášter, následně pensionát dívčí školy, později škola | LDN                      | 1899–1901     | Viktor Weinhengst                       | novorenesance               | součást MPZ                   |
| Střední průmyslová škola stavební | 787  | střední průmyslová škola                               | stejný                   | 1929–1931     | Jan Rejchl                              | funkcionalismus             |                               |
| Národní dům                       | 215  | hostinec a spolkový dům, kavárna Slavie                | pošta                    | 1908–1909     |                                         | secese                      |                               |

Řadu dalších zajímavých staveb projektoval Václav Rejchl st.
- rohový dům s lékárnou čp. 390, zdoben sgrafity od Jana Kouly (1903/4), do roku 1913 zde bydlela rodina Rejchlů, rovněž rodný dům režiséra Otakara Vávry, který se narodil v roce 1911
- vila Jana Rabase čp. 314 (1904)
- bývalá továrna firmy J. Pilnáček (Pilnáčkova továrna; nástavba podniku od Václava Rejchla st. realizována 1934–5)

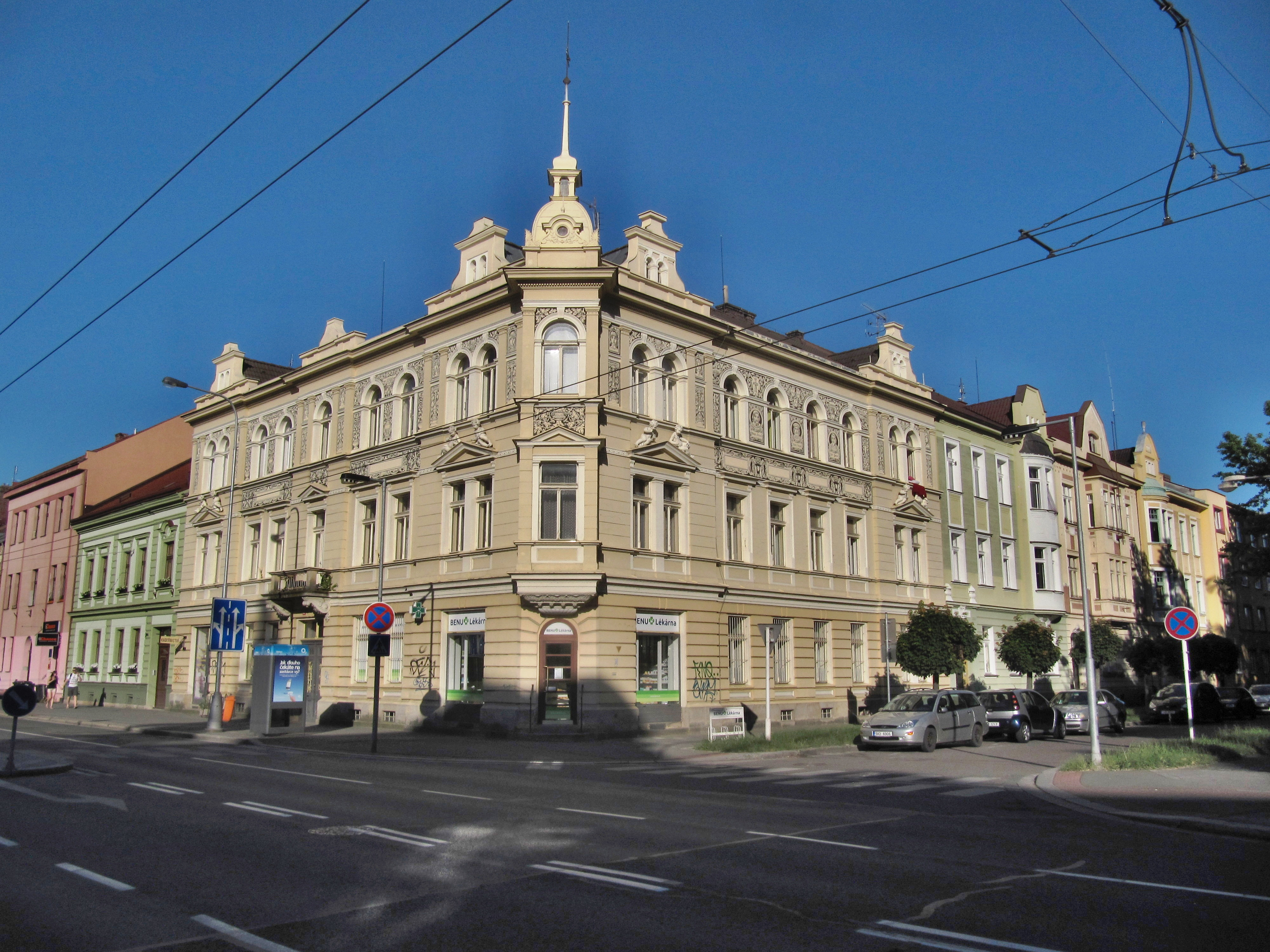
Rodný dům režiséra Otakara Vávry
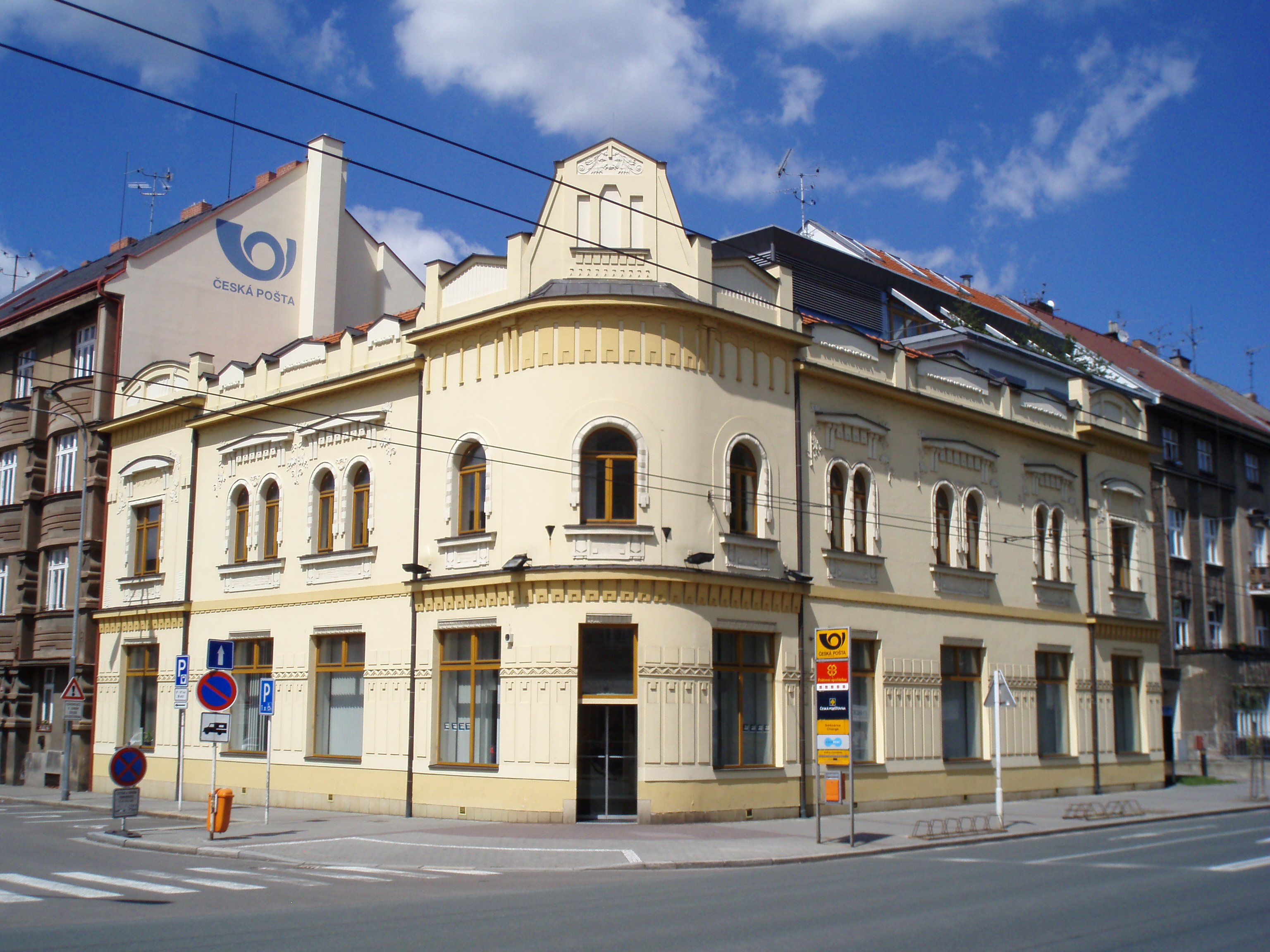
Národní dům, dnes sídlo pošty 3
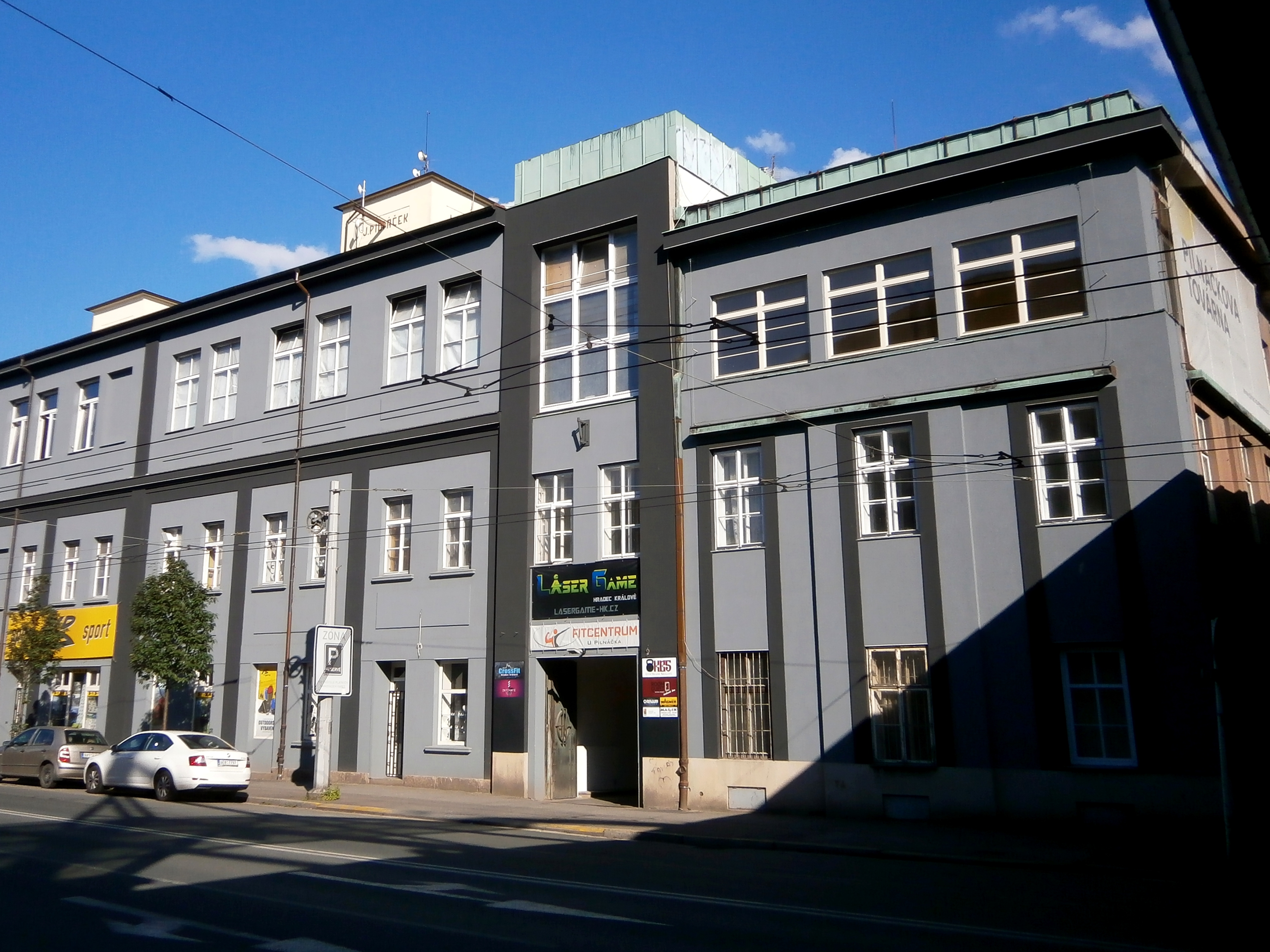
Bývalá Pilnáčkova továrna
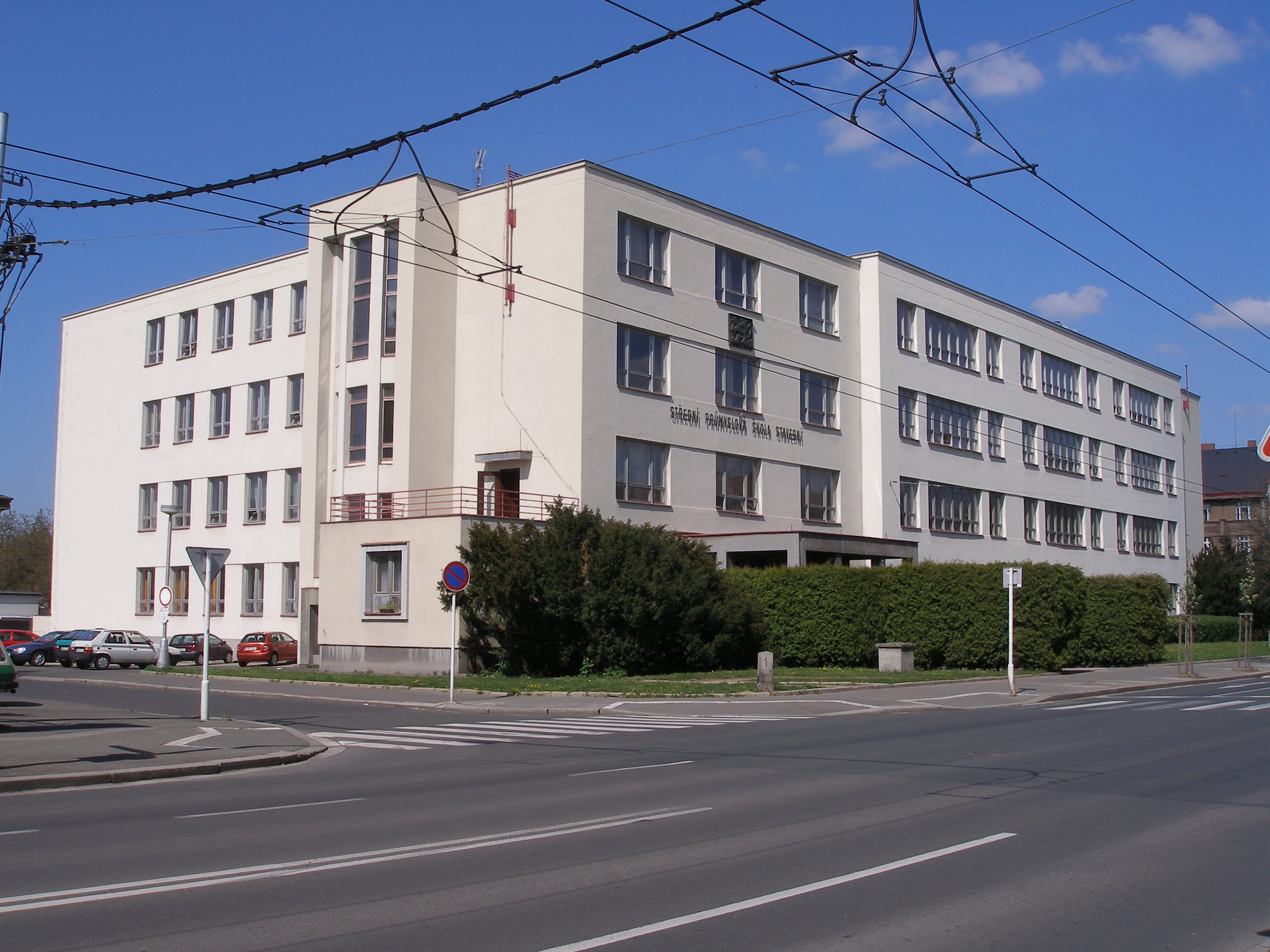
Budova Střední průmyslové školy stavební
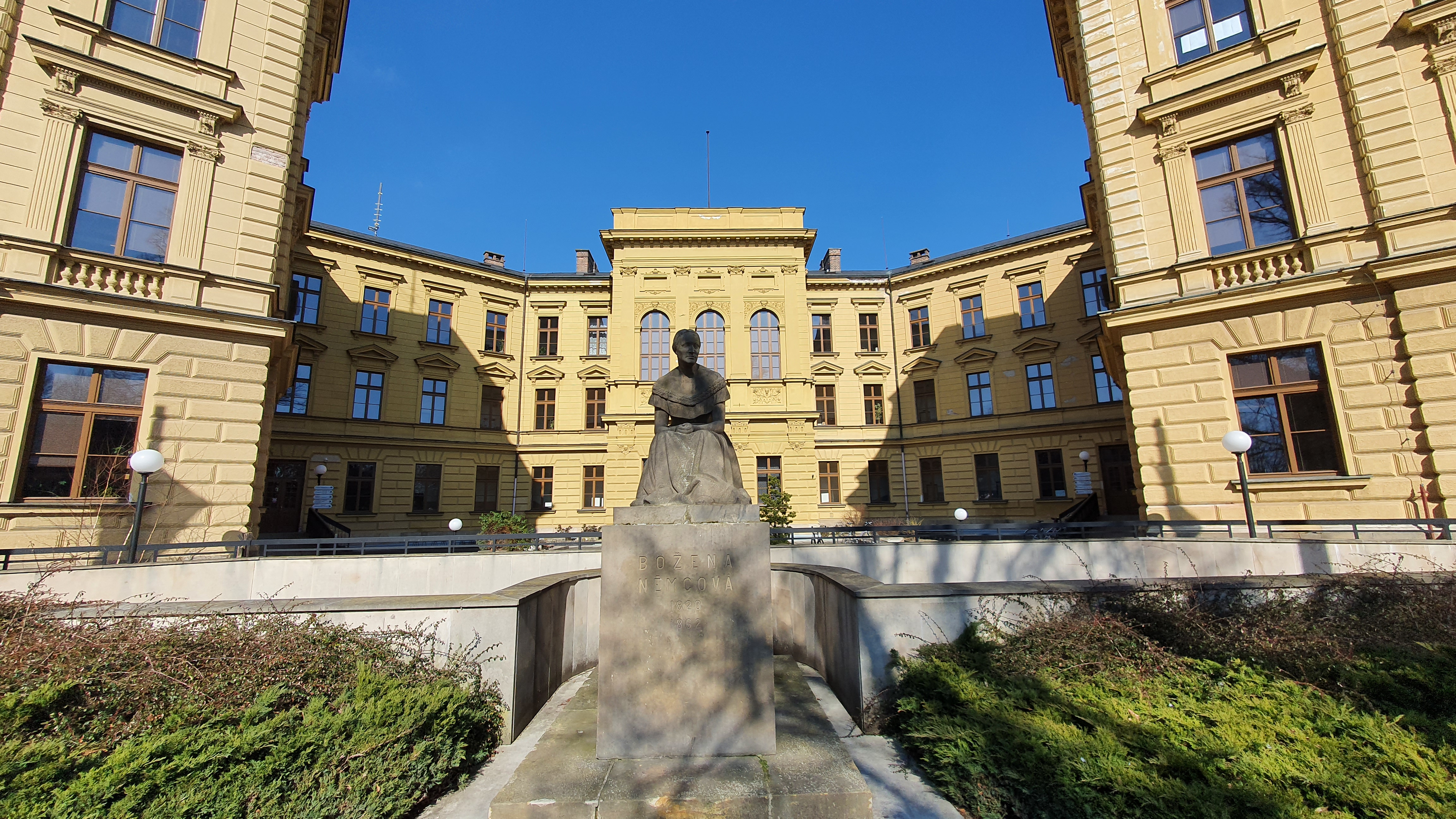
Gymnázium Boženy Němcové

## Třída jako součást sídliště Slezské Předměstí

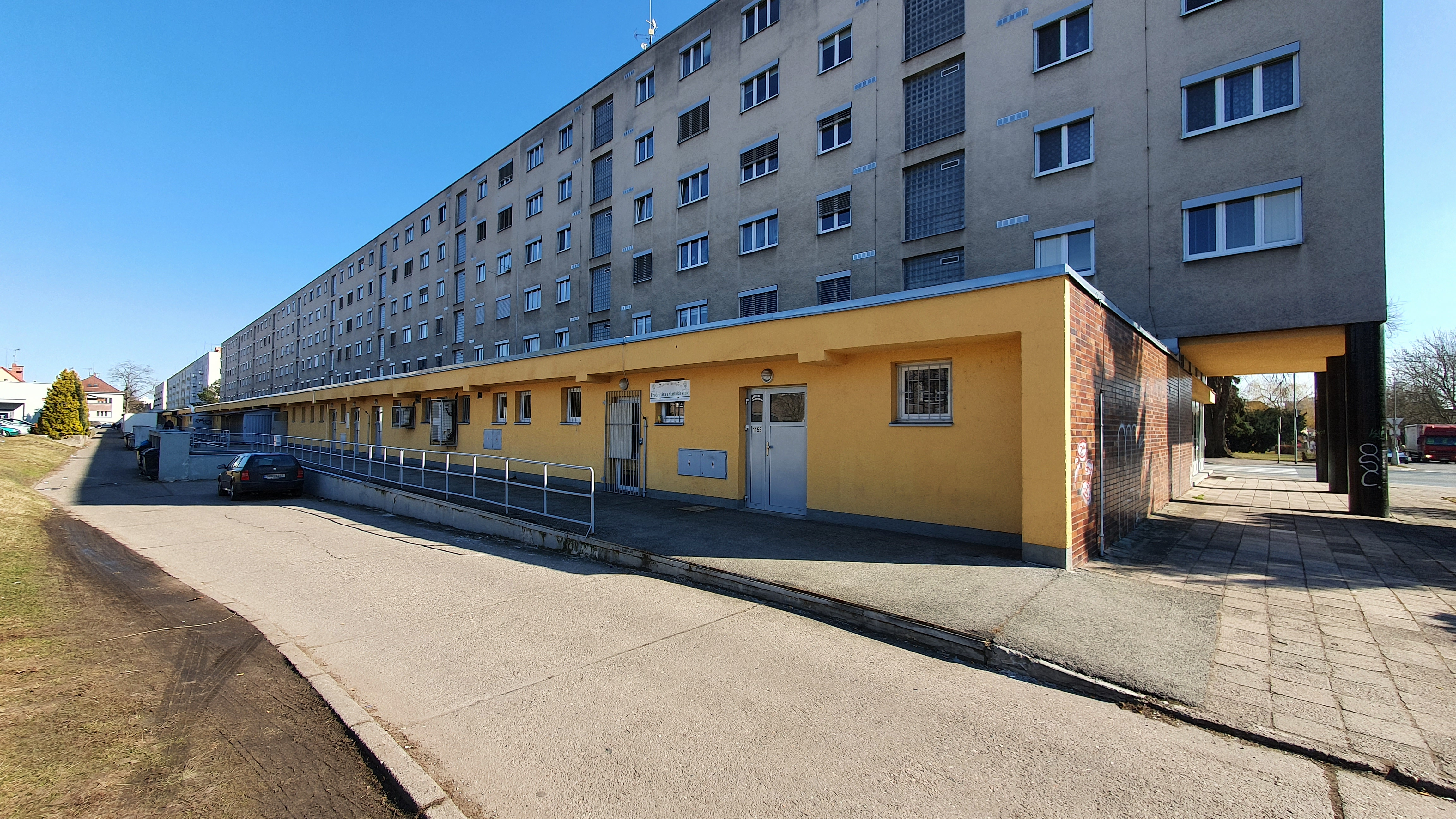
Pohled na domy na Pospíšilově třídě zezadu

Pospíšilova třída tvoří hlavní osu sídliště Slezské Předměstí. V rámci Slezského Předměstí na ni navazuje třída SNP, která ovšem mezi lety 1940 a 1946 a 1949 až 1959 také nesla název Pospíšilova. Čtyř- a šestipodlažní budovy byly postaveny podle návrhu Jany Zídky v letech 1958–1964. V přízemním parteru byly umístěny obchodní jednotky se skleněnými výlohami. Na rozhraní zmíněných dvou tříd, které tvoří středovou část dlouhé uliční osy, vzniklo lokální centrum. To bylo urbanisticky zesíleno výstavbou výškové budovy hotelu Alessandria.

## Vily naproti hotelu Alessandria
Při křižovatce ulic Pospíšilova, třídy SNP a Bratří Štefanů se nachází nejen hotel Alessandria, ale také dvě historické vily. Ačkoliv se již nejedná o část ulice v ose hlavní třídy, mají adresu Pospíšilova. 
Vila MUDr. Libora Stefana (533/30) vznikla v letech 1912–1913 podle projektu Vladimíra Procházky. Nad vchodem do vily se nachází Pamětní deska Ivana a Benignuse Štefanových, kteří se v budově narodili. Podle těchto bratrů je pojmenována právě ulice Bratří Štefanů, která pár metrů od vily začíná.
Vlastní rodinný dům stavitele Františka Jaroslava Černého (544/26) vznikl podle vlastního Černého projektu ve stejných letech jako vedlejší vila (1912–1913).

## Doprava
Jedná se o jednu z radiálních tepen vycházejících z vnitřního městského okruhu kolem historického jádra města. Pospíšilova třída (a navazující třída SNP) je hlavním silničním propojením centra města se sídlištěm Slezské Předměstí. Až do roku 1968 tato třída navíc plnila funkci hlavní průjezdní a výpadové komunikace na Ostravu. Na začátku listopadu 1968 však započala tříletá rekonstrukce ulice, během níž byla položena nová síť vodovodů, kanalizace a také vozovka. Kvůli tomu musela být změněna dopravní situace. Novou výjezdovou komunikací směrem na Ostravu se stala nově postavená třída Víta Nejedlého.
Trolejbusy byly zavedeny na Pospíšilovu třídu v roce 1949. Během rekonstrukce započaté roku 1968 byla hromadná doprava na tehdy již existující sídliště Sever odkloněna přes Buzuluckou a Pouchovskou ulici (nová trolejbusová trať). Dne 7. 12. 1968 byl zprovozněn nový trolejbusový úsek Sídliště Sever – Alessandria a zrušen úsek přes Pospíšilovu třídu KNV (dnes Magistrát města) – Pyrám – Alessandria, kde došlo ke zmíněné rekonstrukci silnice a po rekonstrukci nebylo vedení obnoveno.
Trolejbusová trasa a vedení po Pospíšilově třídě (zaniklé 1968) byla obnovena dne 4. 9. 1995, a to tehdy linkou 6 z hlavního nádraží.

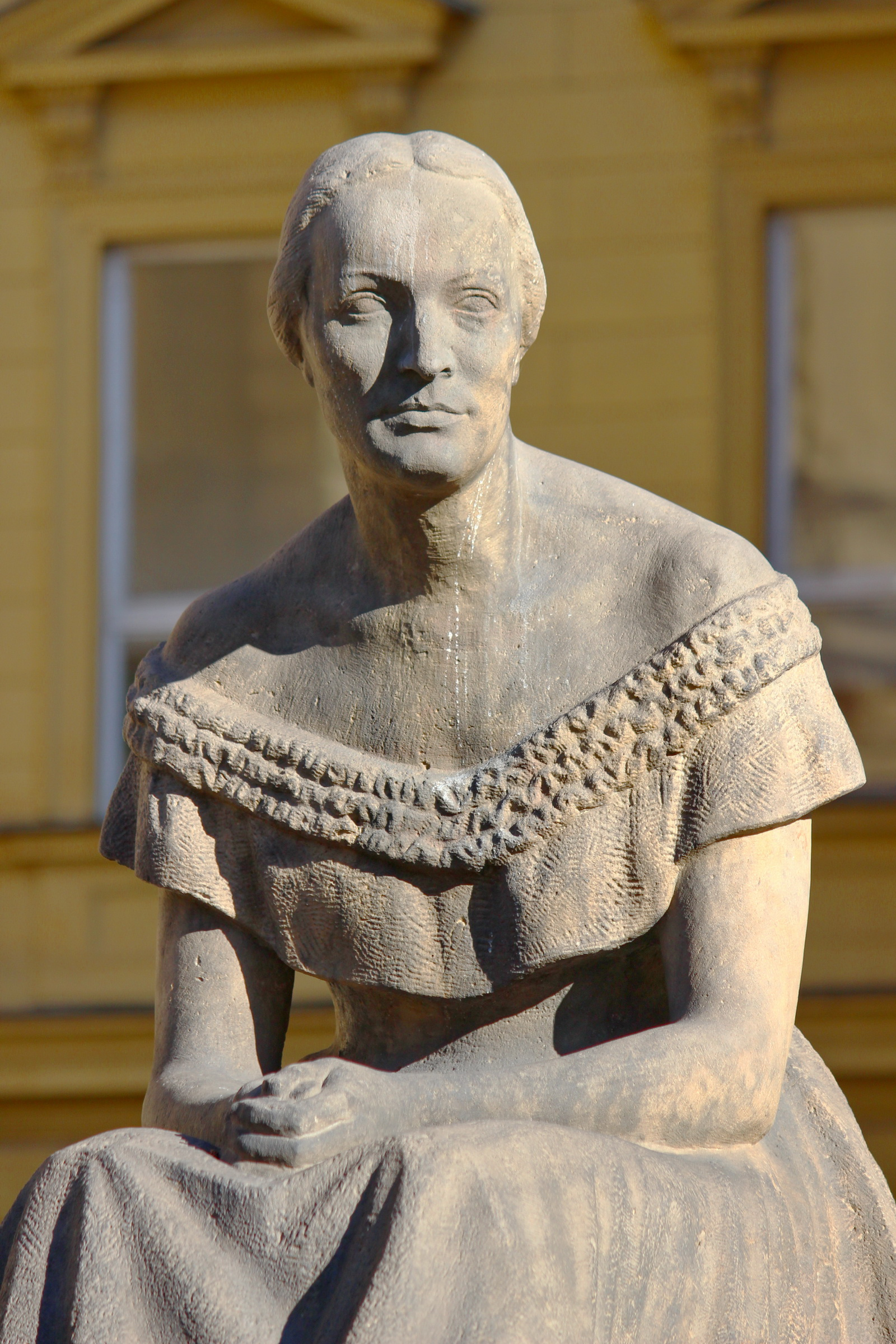
Socha Boženy Němcové před budovou gymnázia

## Další zajímavosti
- Historický patník u Střední průmyslové školy stavební (pozůstatek staré cesty z Hradce Králové na Týniště nad Orlicí, udává vzdálenost jeden kilometr)[11]
- Před budovou gymnázia se nachází socha sedící spisovatelky Boženy Němcové od sochaře Josefa Škody. Jedná se o návrh, který původně Škoda přihlásil do soutěže na pomník Boženy Němcové v Praze v roce 1940. V roce 1941 měla socha nahradit nacisty strženou sochu prezidenta Masaryka na dnešním Masarykově náměstí v Hradci Králové. Ze záměru ale sešlo. Nakonec byla socha v roce 1950 umístěna před budovou gymnázia na Pospíšilově ulici.[12]